# Radnovce
Radnovce (in ungherese: Nemesradnót) è un comune della Slovacchia facente parte del distretto di Rimavská Sobota, nella regione di Banská Bystrica.